# Terza invasione mongola della Polonia
La terza invasione mongola della Polonia fu condotta da Nogai Khan e Talabuga nel 1287-1288. Come nella seconda invasione, lo scopo appariva quello di saccheggiare Piccola Polonia e impedire al Duca Leszek II il Nero di interferire nei combattimenti in corso in Ungheria e Rutenia. La situazione politica risultava già esacerbata per via delle acredini tra Polonia e Rutenia: nel 1281, i polacchi avevano infatti sconfitto un contingente mongolo vicino a Goslicz che era entrato nel territorio del duca Leszek a sostegno di Leone I di Galizia.

## Antefatti
Nel novembre 1287, Nogai Khan chiese che i principi di Rutenia si presentassero di persona alla guida dei loro eserciti per unirsi a lui in una spedizione in Polonia, mentre lui e Talabuga radunavano la propria cavalleria. Messo su quello che la Cronaca di Galizia e Volinia chiamava "un grande schieramento" grazie ai numerosi vassalli localizzati nel Principato, dopo aver lasciato alcuni uomini in Rutenia per difendersi nelle retrovie, i generali asiatici cominciarono a pianificare l'invasione.
La spedizione fu intrapresa da un contingente di 30 000 uomini, un misto di guerrieri mongoli/turchi e truppe vassalli rutene. Il piano, ideato da Nogai Khan, appariva simile a quello del 1259 e l'esercito mongolo era diviso in due colonne; 20 000 cavalieri (compresi i ruteni) sotto Talabuga attaccarono in direzione di Sandomierz e verso la Piccola Polonia settentrionale, mentre altri 10 000 cavalieri (tutti mongoli/turchi, poiché nessuna fonte fa infatti riferimento ai ruteni) sotto Nogai partirono alla volta di Cracovia e Sacz. Come le invasioni precedenti, la campagna doveva essere condotta con grande velocità e sorpresa per impedire al nemico di schierare adeguatamente le proprie forze; dopo aver saccheggiato le rispettive province e catturato Sandomierz, si prevedeva di unirsi a nord di Cracovia. A seguito di tale fase, gli assalitori avrebbero dovuto marciare attraverso Kielce, Chęciny, Jędrzejów e Miechów, prima di saccheggiare Cracovia. Infine, si prevedeva che una volta sottomessa la Polonia era stata rasa al suolo, le truppe mongole dovevano fare ritorno a Rus'.
I difensori polacchi non avevano previsto alcun piano elaborato, poiché la campagna era stata chiaramente pianificata con l'intento di sorprendere l'avversario. Una volta giunta la notizia di un imminente assalto, i polacchi immaginarono di impiegare la maggior parte delle forze nei castelli e nelle roccaforti fortificate piuttosto che andare incontro ai mongoli nelle battaglie campali. Il duca Leszek, con l'armata principale, si trovava sul percorso che intendeva percorrere uno dei due gruppi di asiatici.

## Campagna

### Troncone settentrionale
La colonna settentrionale delle forze mongole era sostenuta da un grande contingente di vassalli degli asiatici, ovvero ruteni, sotto il duca Mstislav di Luc'k, il duca Volodymyr Vasylkovič di Volinia e il duca Leone I di Galizia. Leszek II il Nero si oppose agli assalitori con probabilmente 15 000 uomini: inoltre, rispetto alla seconda invasione, diverse città e insediamenti minori erano stati fortificati. Cracovia, in particolare, veniva descritta dalle fonti come ub centro avente un castello interamente in pietra, e "protetta da catapulte e balestre grandi e piccole". Al contrario, nelle prime due campagne, la cittadella di Cracovia era di legno.
Il 7 dicembre 1287, il gruppo settentrionale delle forze mongole sotto Talabuga lasciò un accampamento vicino a Volodymyr e, dopo aver aggirato Lublino, l'esercito cercò di attraversare la Vistola vicino all'altezza di Zawichost. Poiché il fiume non era ghiacciato, dovettero trovare un guado, dirigendosi verso sud. Gli invasori assediarono e attaccarono Sandomierz, ma abbandonarono le operazioni dopo che il loro tentativo di assalto fu respinto con successo: i ruteni non abbandonarono la posizione, mentre un distaccamento partì.
Le forze mongole e rutene non riuscirono a catturare molte località fortificate dopo che la colonna si era frammentata in più distaccamenti. Molto probabilmente, un numeroso gruppo tentò di avvicinarsi all'abbazia di Łysa Góra e un altro si avvicinava alla città di Tursko, durante una lotta con i difensori locali. Pochi giorni dopo il fallito assedio di Sandomierz, le forze della colonna principale di Talabuga furono attaccate da una forza polacca di dimensioni sconosciute ma significative sotto il duca Leszek presso le montagne della Santa Croce, venendo poi sconfitte nella battaglia di Łagów, che gli annali polacchi collocano il 20 dicembre. La sconfitta fu piuttosto grave e, dopo aver raggiunto l'area di Kielce, le forze mongole diedero il via a una ritirata, portando con sé il bottino che avevano già ottenuto. Nel gennaio 1288 raggiunsero il loro accampamento invernale a Leopoli: Leszek e il suo esercito nel frattempo partirono pee Cracovia, al fine di preparare la difesa della capitale polacca.

### Troncone meridionale
Il troncone meridionale delle forze mongole sotto Nogai Khan, diviso in almeno tre unità, attraversò la Polonia il 24 dicembre 1287 e assediò Cracovia. I mongoli lanciarono un attacco infruttuoso alla capitale fortificata, subendo pesanti perdite e perdendo molti dei comandanti nel combattimento. Nogai Khan optò per cambiare piano, dividere il suo distaccamento in unità più piccole e saccheggiare le aree sia a nord che a sud di Cracovia; i suoi guerrieri saccheggiarono i villaggi intorno a Cracovia e il Ducato di Sieradz mentre erano impegnati in piccole battaglie con le forze polacche locali provenienti da città e castelli. Parallelamente a questo, altre due colonne del suo esercito assediarono le città di Podolínec e Stary Sącz. Subito dopo la battaglia di Cracovia, Leszek, sua moglie e un piccolo gruppo di servitori entrarono nel Regno d'Ungheria e chiesero aiuto al re Ladislao IV, che aveva sconfitto un'altra invasione mongola meno di due anni prima.
A Podolínec, i mongoli devastarono l'insediamento e l'area circostante dopo alcune schermaglie con la milizia locale. A Stary Sącz, l'assedio durò circa un mese senza portare ad alcun risultato sostanziale. La città era ben fornita, vantava mura robuste e una nutrita guarnigione. Nel frattempo, il re ungherese aveva approvato l'azione contro i mongoli e incaricò il nobile Giorgio di Sóvár di guidare la spedizione ungherese. Il suo corpo di spedizione proveniva da Podolínec e Kežmarok, aggiungendo truppe polacche locali al loro numero lungo la strada. L'esercito congiunto magiaro-polacco sorprese completamente un piccolo esercito mongolo composta da 1 000 unità uomini e lo annientò nella battaglia di Stary Sącz, uccidendo il comandante dell'esercito. Si trattò dell'ultima grande battaglia della terza campagna in Polonia; Leszek mobilitò subito dopo il grosso dell'armata polacca e cercò di unirsi a esso con i magiari di Giorgio; riconoscendo che le sue forze rimanenti sarebbero state disperse e in inferiorità numerica se fossero rimaste, Nogai raggruppò i suoi uomini e si ritirò dalla Polonia con la maggior parte del suo esercito intatta. Fece ritorno in Rutenia alla fine di gennaio del 1288, dove i suoi soldati saccheggiarono i villaggi dei suoi vassalli in Galizia.

## Conseguenze
Rispetto alle prime due invasioni, l'incursione del 1287–1288 fu breve e molto meno dirompente. I mongoli non sottomisero città o castelli significativi e persero un numero significativo di uomini: inoltre, fecero meno prigionieri e raccolsero un bottino più magro rispetto alle precedenti invasioni.
Lo storico polacco Stefan Krakowski attribuisce il relativo fallimento dell'invasione mongola a due cause principali. In primo luogo, nonostante i 30 000 uomini disponibili fossero di più rispetto alle precedenti incursioni in Polonia, la rivalità tra Talabuga e Nogai impedì ai due tronconi di collaborare efficacemente, con la prima ritirata avvenuta nel momento in cui il secondo gruppo entrò in Polonia. Inoltre, le fortificazioni migliorate dei polacchi resero i loro insediamenti molto più difficili da espugnare, circostanza che permise a Leszek e ai suoi nobili di mettere in atto un semplice piano difensivo in tre fasi. Questo consisteva innanzitutto nel difendere passivamente le guarnigioni (ad esempio Sandomierz, Łysa Góra, Cracovia, Tursko), poi lottare contro piccoli distaccamenti mongoli con l'intervento di ogni singolo combattente disponibile, mentre la terza fase riguardava l'effettuare un contraccolpo ad opera di un grande esercito ungherese-polacco contro i mongoli ancora sopravvissuti. Una simile strategia si distingueva piuttosto nettamente dalla prima invasione in quanto, pur essendosi i mongoli dispersi in unità più piccole, furono in grado di conquistare facilmente gli insediamenti poco fortificati e di sottomettere gli avversari in battaglie in campo aperto, distruggendo quasi simultaneamente le forze polacche a Sandomierz, Tursko e Tarczek, a metà febbraio a Chmielnik, a Cracovia e a Raciborz alla fine di marzo, senza che si verificassero assedi prolungati.

## Lascito
La campagna del 1287-1288 è comunemente considerata l'origine di Lajkonik, una figura popolare e simbolo non ufficiale della città di Cracovia. La storia (forse apocrifa) narra che un gruppo di polacchi scoprì un campo mongolo fuori dalle mura della città di Cracovia nel dicembre 1287 mentre i mongoli lo stavano assediando, e lanciò un'incursione a sorpresa in cui furono uccisi diversi generali mongoli, incluso il comandante della assedio. Il leader del raid ha poi indossato in città l'abito riccamente decorato del comandante mongolo.